# 런던 조약 (1518년)

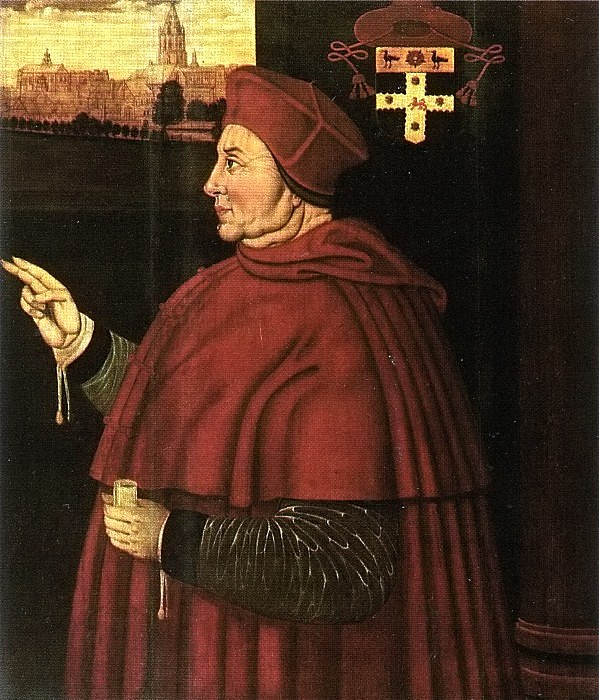
런던 조약을 제안한 토머스 울지 추기경

런던 조약(Treaty of London)은 1518년 당시 유럽의 강대국으로 있던 부르고뉴 공작, 프랑스 왕국, 잉글랜드 왕국, 신성 로마 제국, 압스부르고 스페인, 교황령, 합스부르크 네덜란드 사이에서 체결된 상호 불가침 조약이다.
잉글랜드의 로마 가톨릭교회 추기경이었던 토머스 울지가 발칸반도에서 세력을 확장하고 있던 오스만 제국의 공세에 대응하기 위한 조약을 만들자고 제안했으며 런던에 주재하던 유럽 20개국 대사들이 조약을 체결했다.
이 조약으로 인해 유럽에서는 잠깐 동안 평화를 맞았다. 그렇지만 칼마르 동맹에 속해 있던 덴마크와 스웨덴 사이에서는 전쟁이 계속되고 있었고 잉글랜드, 프랑스가 스페인의 세력 확장에 대응하기 위해 동맹 관계를 수립하면서 유럽의 평화는 깨지고 만다.

## 같이 보기
- 이르지 스 포데브라트